# 제58회 골든 글로브상
제58회 골든 글로브상은 2000년 상영된 영화 중 가장 뛰어난 영화를 수상하기 위해 2001년 1월 21일에 열린 시상식이다. 미국,캘리포니아/비버리 힐튼 호텔에서 개최되었다.

## 수상 및 후보

### 세실 B. 데밀 상
- 알 파치노 수상

### 작품상-드라마
- 글래디에이터 - 리들리 스콧 수상
- 선샤인 - 이스트반 자보
- 트래픽 - 스티븐 소더버그
- 에린 브로코비치 - 스티븐 소더버그
- 빌리 엘리어트 - 스티븐 달드리
- 원더 보이즈 - 커티스 핸슨

### 여우주연상-드라마
- 에린 브로코비치 - 줄리아 로버츠 수상
- 컨텐더 - 조안 알렌
- 레퀴엠 - 엘렌 버스틴
- 유 캔 카운트 온 미 - 로라 리니
- 어둠 속의 댄서 - 비요크

### 남우주연상-드라마
- 캐스트 어웨이 - 톰 행크스 수상
- 비포 나잇 폴스 - 하비에 바르뎀
- 원더 보이즈 - 마이클 더글라스
- 퀼스 - 제프리 러쉬
- 글래디에이터 - 러셀 크로우

### 작품상-뮤지컬코미디
- 올모스트 페이머스 - 카메론 크로우 수상
- 베스트 쇼 - 크리스토퍼 게스트
- 치킨 런 - 피터 로드
- 초콜렛 - 라세 할스트롬
- 오 형제여 어디 있는가 - 조엘 코언
- 치킨 런 - 닉 파크

### 여우주연상-뮤지컬코미디
- 너스 베티 - 르네 젤위거 수상
- 미스 에이전트 - 산드라 블록
- 초콜렛 - 줄리엣 비노쉬
- 스몰 타임 크룩스 - 트레이시 얼먼
- 오 그레이스 - 브렌다 블레신

### 남우주연상-뮤지컬코미디
- 오 형제여 어디 있는가 - 조지 클루니 수상
- 그린치 - 짐 캐리
- 미트 페어런츠 - 로버트 드 니로
- 왓 위민 원트 - 멜 깁슨
- 사랑도 리콜이 되나요 - 존 쿠삭

### 여우조연상
- 올모스트 페이머스 - 케이트 허드슨 수상
- 올모스트 페이머스 - 프란시스 맥도맨드
- 빌리 엘리어트 - 줄리 월터스
- 트래픽 - 캐서린 제타-존스
- 초콜렛 - 주디 덴치

### 남우조연상
- 트래픽 - 베니시오 델 토로 수상
- 컨텐더 - 제프 브리지스
- 에린 브로코비치 - 앨버트 피니
- 뱀파이어의 그림자 - 윌렘 대포
- 글래디에이터 - 와킨 피닉스

### 외국어 영화상
- 와호장룡 - 이안 수상
- 말레나 - 쥬세페 토르나토레
- 길로틴 트래지디 - 빠트리스 르꽁트
- 아모레스 페로스 - 알레한드로 곤잘레스 이냐리투

### 감독상
- 와호장룡 - 이안 수상
- 에린 브로코비치 - 스티븐 소더버그
- 트래픽 - 스티븐 소더버그
- 글래디에이터 - 리들리 스콧
- 선샤인 - 이스트반 자보

### 각본상
- 트래픽 - 스티븐 개건 수상
- 올모스트 페이머스 - 카메론 크로우
- 퀼스 - 더그 라이트
- 원더 보이즈 - 스티븐 클로브즈
- 유 캔 카운트 온 미 - 케네스 로너건

### 음악상
- 글래디에이터 - 한스 짐머 수상
- 올 더 프리티 호시즈 - 마티 스튜어트
- 초콜렛 - 레이첼 포트먼
- 말레나 - 엔니오 모리꼬네
- 선샤인 - 모리스 자르
- 와호장룡 - 탄 둔

### 주제가상
- 원더 보이즈 - 밥 딜런 수상
- 미스 에이전트 - 보슨
- 어둠 속의 댄서 - 비요크
- 쿠스코 쿠스코 - 스팅
- 프리퀀시 - 가스 브룩스

## 같이 보기
- 제73회 아카데미상
- 제21회 골든 래즈베리상
- 제7회 미국 배우 조합상
- 제54회 영국 아카데미 영화상